# Mike Rutherford
Michael John Cloete Crawford "Mike" Rutherford, conocido como Mike Rutherford (Chertsey, Surrey, 2 de octubre de 1950) es un compositor, bajista y guitarrista inglés. Fue uno de los miembros fundadores y líderes de Genesis, grupo en el que tocó la guitarra y el bajo.
Tiene un particular instrumento de dos brazos; el primer brazo es una guitarra de doce cuerdas y el otro brazo es un bajo. Cuando tocaba la guitarra de doce cuerdas, los bajos eran hechos con un Moog Taurus, una octava de Do a Do en pedales. Estos eran a veces interpretados por el guitarrista del grupo en el período 1971-1977, Steve Hackett, y en ocasiones por el propio Rutherford.
Se acredita a Rutherford como uno de los bajistas más prominentes de los años 1970 y uno de los máximos exponentes del rock progresivo de esta década gracias a su característico estilo de tocar el bajo y a su empleo de guitarras de doce cuerdas en varias grabaciones de la primera etapa de Genesis.
Además de su carrera en Genesis ha desarrollado su propia carrera en solitario, que dio sus frutos con dos discos (Smallcreep's day y Acting very strange) a principios de la década de los 80, y fundó su propio proyecto, Mike and the Mechanics, que ha sacado hasta la fecha siete discos de estudio, el último de ellos en 2011, con cambio de integrantes incluido.

## Discografía

### Solitario
- Smallcreep's day (1980)
- Acting very strange (1982)

### Con Mike and the Mechanics
- Mike and The Mechanics (noviembre de 1985)
- The Living Years (octubre de 1988)
- Word Of Mouth (abril de 1991)
- Beggar On a Beach Of Gold (6 de marzo de 1995)
- Hits (4 de marzo de 1996)
- M6 (31 de mayo de 1999)
- Rewired (7 de junio de 2004)
- The Road (álbum) (18 de abril de 2011)
- Let Me Fly (7 de abril de 2017)
- Out of the Blue (5 de abril de 2019)